# Деветак
Девета́к (болг. Деветак) — село в Бургаській області Болгарії. Входить до складу общини Карнобат.

## Населення
За даними перепису населення 2011 року у селі проживала 171 особа.
Національний склад населення села:
| Національність   | Кількість осіб | Відсоток |
| ---------------- | -------------- | -------- |
| болгари          | 154            | 91,7%    |
| турки            | 11             | 6,5%     |
| цигани           | 0              | 0%       |
| інша             | 3              | 1,8%     |
| не визначились   | 0              | 0%       |
| Всього відповіли | 168            |          |

Розподіл населення за віком у 2011 році:
Динаміка населення: